# Многоплунжерный лифт
'Многоплунжерный лифт — процесс подъёма жидкости газом и несколькими плунжерами, перемещающимися по лифтовой колонне в нефтяной или газовой скважине.

## История создания
Многоплунжерный лифт разработан в 1958 году в период производственной практики на Туймазинском нефтяном месторождении Шулятиковым В. И. студентом Московского нефтяного института. При подъёме жидкости многоплунжерным лифтом газ используется более эффективно, чем при газлифте, естественном фонтанировании, так как уменьшается проскальзывание газа относительно поднимаемой жидкости. Максимально полно используется энергия расширения газа. В сравнении с известным плунжерным лифтом подъем происходит малыми порциями и чаще. Первоначально он разрабатывался как техническое решение для очистки нефтяных фонтанирующих скважин от отложений парафина. Для многоплунжерного лифта был разработан специальный плунжер — «Летающий клапан», существенно отличающийся от плунжеров, использующихся в установках плунжерного лифта для добычи нефти. В лифтовую колонну скважины помещались одновременно несколько «летающих клапанов» (2-10), каждый перемещался по лифтовой колонне в своем интервале в режиме саморегулирования. Нижний плунжер передавал жидкость верхнему, а сам опускался вниз. После встречи начинал снова подниматься.
Первое публичное сообщение о многоплунжерном лифте сделано на конференции СНО МНИ им. Губкина 8 апреля 1959 года. (О возможности применения летающих клапанов в практике эксплуатации нефтяных месторождений). Работа была удостоена первой медалью Министерства Высшего Образования по направлению нефтедобычи. Первые испытания проведены на стенде скважины № 248 благодаря помощи заведующей нефтяным промыслом Щитовой Е. П. Позже делались попытки запустить многоплунжерный лифт  на нефтяных скважинах № 167 и 1072 в Туймазы (27.09.1960). В работах в разное время принимали участие Лабутин Л., Кобзев Ю.В., Дашевский А., Малкин И.Б., Щитов Б.В., Скопов Ю. Первый пуск многоплунжерного лифта для газовых скважин был осуществлён на скважине № 46 Сенгилеевского месторождения в 1963 году.